# 夾谷必蘭
夾谷必蘭（?—?），金朝大臣，夾谷氏，女真人。
蒲鲜万奴在辽东叛金，金宣宗派遣完颜素兰与近侍局副使内族完颜讹可同赴辽东。興定二年（1218年）四月初四，金宣宗以户部尚书夹谷必兰为翰林学士承旨，权参知政事，于辽东行省。四月十二，金宣宗下詔付遼東行省夾谷必蘭，出諭高麗王朝貸糧、開市二事。在完颜素兰的建议下，派遣典客署書表劉丙從行。